# Протокол (наука)
У природничих і соціальних наукових дослідженнях протокол найчастіше є заздалегідь визначеним процедурним методом планування та реалізації експерименту. Протоколи пишуться щоразу, коли бажано стандартизувати лабораторний метод, щоб забезпечити успішне повторення результатів іншими дослідниками в тій же лабораторії або іншими лабораторіями. Крім того, протоколи мають перевагу полегшення оцінки експериментальних результатів шляхом експертної оцінки. Окрім детальних процедур, обладнання та інструментів, протоколи також міститимуть цілі дослідження, обґрунтування дизайну експерименту, обґрунтування вибраних розмірів вибірки, заходи безпеки, а також те, як обчислювалися та повідомлялися результати, включаючи статистичний аналіз та будь-які правила попереднього визначення та документування виключених даних, щоб уникнути упередженості.
Подібним чином протокол може посилатися на процедурні методи організацій охорони здоров'я, комерційних лабораторій, виробничих підприємств тощо для забезпечення їх діяльності (наприклад, аналіз крові в лікарні, тестування сертифікованих еталонних матеріалів у калібрувальній лабораторії та виробництво трансмісійних передач на об'єкті) відповідають певному стандарту, заохочуючи безпечне використання та точні результати.
Нарешті, у сфері соціальних наук протокол може також посилатися на «описовий запис» спостережуваних подій або «послідовність поведінки» одного або кількох організмів, записаних під час або одразу після діяльності (наприклад, як немовля реагує на певні подразники або як горили поводяться в природному середовищі існування), щоб краще визначити «послідовні закономірності та причинно-наслідкові зв'язки». Ці протоколи можуть мати форму рукописних журналів або електронно задокументованих носіїв, включаючи запис відео та аудіо.

## Протокол експерименту та дослідження
Різні галузі науки, такі як науки про навколишнє середовище та клінічні дослідження, вимагають скоординованої, стандартизованої роботи багатьох учасників. Крім того, будь-які пов'язані з цим лабораторні випробування та експерименти повинні проводитись у спосіб, який є водночас етичним, а результати можуть бути відтворені іншими за допомогою тих самих методів і обладнання. Таким чином, необхідні суворі та перевірені тестування та протоколи експериментів. Насправді такі заздалегідь визначені протоколи є важливим компонентом правил належної лабораторної практики (GLP) і належної клінічної практики (GCP) . Протоколи, написані для використання конкретною лабораторією, можуть включати або посилатися на стандартні операційні процедури (СОП), що регулюють загальні практики, необхідні лабораторії. Протокол може також посилатися на відповідні закони та нормативні акти, які застосовуються до описаних процедур. Офіційні протоколи, як правило, вимагають схвалення однією або декількома особами, включаючи, наприклад, директорів лабораторії, керівника дослідження та/або незалежний комітет з етики, перш ніж вони будуть впроваджені для загального використання. Чітко визначені протоколи також вимагаються дослідженнями, які фінансуються Національним інститутом охорони здоров'я США.
Під час клінічного випробування протокол ретельно розробляється, щоб захистити здоров'я учасників, а також відповісти на конкретні запитання дослідження. У протоколі описується, які люди можуть брати участь у клінічному випробуванні; графік аналізів, процедур, препаратів і дозування; і тривалість дослідження. Під час клінічного випробування учасники, які дотримуються протоколу, регулярно оглядаються дослідницьким персоналом для моніторингу їхнього здоров'я та визначення безпеки та ефективності лікування. Починаючи з 1996 року, очікується, що проведені клінічні випробування відповідатимуть і повідомлятимуть інформацію, яка вимагається в Заяві CONSORT, яка забезпечує структуру для розробки протоколів та звітності. Незважаючи на те, що ідеї, викладені в заяві CONSORT, спрямовані на здоров'я та медицину, вони широко застосовуються в інших сферах, де використовуються експериментальні дослідження.
Протоколи часто стосуються:
- безпеки: заходи безпеки є цінним доповненням до протоколу, і можуть варіюватися від вимоги захисних окулярів до положень щодо стримування мікробів, небезпеки для навколишнього середовища, токсичних речовин і летючих розчинників. Процедурні непередбачені обставини у випадку аварії можуть бути включені в протокол або в СОП[en], на які він посилаються.
- процедури: процедурна інформація може включати не тільки процедури безпеки, але й процедури для уникнення забруднення, калібрування обладнання, тестування обладнання, документацію та всі інші відповідні питання. Ці процедурні протоколи можуть бути використані скептиками, щоб скасувати будь-які заявлені результати, якщо будуть виявлені недоліки.
- обладнання, що використовується: тестування обладнання та документація включають усі необхідні специфікації, калібрування, робочі діапазони тощо. Фактори навколишнього середовища, такі як температура, вологість, барометричний тиск та інші фактори, часто можуть впливати на результати. Документування цих факторів має бути частиною будь-якої належної процедури.
- звітність: протокол може визначати вимоги до звітності. Вимоги до звітності включатимуть усі елементи планування та протоколів експериментів, а також будь-які фактори навколишнього середовища чи механічні обмеження, які можуть вплинути на достовірність результатів.
- обчислення та статистика: протоколи для методів, які дають чисельні результати, зазвичай включають детальні формули для обчислення результатів. Також може бути включена формула для приготування реактивів та інших розчинів, необхідних для роботи. Для інтерпретації даних можуть бути включені методи статистичного аналізу.
- упередженість: багато протоколів містять положення щодо уникнення упередженості в інтерпретації результатів. Похибка апроксимації є спільною для всіх вимірювань. Ці похибки можуть бути абсолютними похибками через обмеження обладнання або похибками розповсюдження приблизних чисел, які використовуються в розрахунках. Зміщення вибірки є найпоширенішим і іноді його найважче кількісно визначити. Статистики часто докладають великих зусиль, щоб переконатися, що використана вибірка є репрезентативною. Наприклад, політичні опитування найкращі, коли їх обмежують вірогідними виборцями, і це одна з причин, чому опитування на веб-сайтах не можна вважати науковими. Розмір вибірки є ще одним важливим поняттям і може призвести до упереджених даних просто через малоймовірну подію. Обсяг вибірки 10, тобто опитування 10 осіб, рідко дає дійсні результати опитування. Стандартне відхилення та дисперсія — це поняття, які використовуються для кількісного визначення ймовірної релевантності даного розміру вибірки. Ефект плацебо та упередженість спостерігача часто вимагають засліплення пацієнтів і дослідників, а також контрольної групи.[12][16]

Передова практика рекомендує опублікувати огляд протоколу перед його ініціюванням, щоб зменшити ризик незапланованого дублювання дослідження та забезпечити прозорість і узгодженість між методологією та протоколом.

### Засліплені протоколи
Протокол може вимагати засліплення, щоб уникнути упередженості. Засліплення може бути накладено на будь-якого учасника експерименту, включаючи піддослідних, дослідників, техніків, аналітиків даних та оцінювачів. У деяких випадках засліплення було б корисним, але є неможливим або неетичним. Хороший клінічний протокол гарантує, що засліплення є максимально ефективним у межах етичних і практичних обмежень.
У ході експерименту учасник стає розкритим, якщо він виводить або іншим чином отримує інформацію, яка була замаскована для нього. Розкриття, яке відбувається до завершення дослідження, є джерелом експериментальної помилки, оскільки упередження, яке було усунуто засліпленням, вводиться повторно. Розкриття є звичайним у сліпих експериментах, і його необхідно вимірювати та звітувати. Інструкції щодо звітності рекомендують, щоб усі дослідження оцінювали та повідомляли про розкриття. На практиці дуже мало досліджень оцінюють розкриття.
Експериментатор може мати широкі можливості визначення процедур для засліплення та контролю, але може вимагатися обґрунтувати цей вибір, якщо результати будуть опубліковані або подані до регуляторного органу. Коли під час експерименту відомо, які дані були негативними, часто є причини обґрунтувати, чому ці дані не слід включати. Позитивні дані рідко раціоналізуються однаково.